# Черных, Александр Васильевич
Алекса́ндр Васи́льевич Черны́х (род. 9 декабря 1973, с. Бедряж, Чернушинский район, Пермская область) — российский историк и этнограф, профессор РАН (2016), член-корреспондент РАН по Отделению историко-филологических наук с 28 октября 2016 года. Директор Института гуманитарных исследований УрО РАН (с 2022), заведующий сектором этнологических исследований Отдела истории, археологии и этнографии Пермского научного центра УрО РАН.

## Биография
Окончил Куединскую среднюю школу (1991) и исторический факультет ПГУ (1996). В 1999 году под руководством Г. Н. Чагина защитил кандидатскую диссертацию «Этнокультурная история Южного Прикамья: по материалам традиционной календарной обрядности в конце XIX — начале XX вв.», в 2008 году — докторскую на тему «Традиционная календарная обрядность русских Прикамья в конце XIX — середины XX вв. (региональный аспект праздничной культуры)» (научный консультант А. В. Головнёв).
С 1993 года работал научным сотрудником Пермского областного краеведческого музея, с 1995 года преподавал этнографию в экспериментальной школе № 72 г. Перми, был одним из научных руководителей экспериментальной работы со школьниками по народной культуре. С 2003 года — старший научный сотрудник Пермского филиала Института истории и археологии УрО РАН, заведующий лабораторией этнопедагогики народов Прикамья ПОИПКРО.
Преподаёт в ПГНИУ и ПГГПУ (курсы «Этнология», «Этнография финно-угорских народов», «Коми-пермяцкая этнография», «Этнокультурное регионоведение», «Традиционная культура народов Урала», «Культура финно-угорских народов», «Поляки в Пермском крае», «Историческая и культурная антропология», «Социальная антропология», «Традиционная календарная обрядность»). Под его научным руководством защищены две кандидатские диссертации. С 1999 года — ассистент, с 2002 года — старший преподаватель, с 2006 года — доцент, в 2011—2014 годах — профессор кафедры древней и новой истории России историко-политологического факультета ПГНИУ; с 2006 года — доцент, с 2011 года — профессор кафедры туризма географического факультета. Профессор кафедры отечественной и всеобщей истории, археологии ПГГПУ.
Член учёного совета Пермского краеведческого музея; входит в состав Координационного совета по национальным вопросам администрации губернатора Пермского края. С 2023 года — председатель Совета Пермского отделения Российского исторического общества.
Лауреат премии Пермской области им. Л. Е. Кертмана 2-й степени, премии Пермского края в области науки 1-й степени, всероссийской общественной премии для молодых учёных «Серебряный голубь» (2005), всероссийской премии «Гордость нации» 1-й степени в номинации «За лучший проект национально-культурных объединений в сфере межнациональных отношений» (2020). Удостоен звания «Лучший молодой ученый ПФО» (2011).
Супруга, Мария Аркадьевна Федотова, — выпускница исторического факультета ПГУ 1995 года, директор исторического парка «Россия — моя история» в Перми.

## Научная деятельность
Основные научные результаты А. В. Черных связаны с изучением этнической истории и традиционной культуры народов Урала в контексте культурных связей с другими регионами. Исследователем определены специфика современных этнических процессов и особенности реализации национальной политики в Прикамье.
А. В. Черных разработал концепцию формирования этнодисперсных групп народов Урала, их адаптации к новым природно-климатическим и этнокультурным реалиям. Исследовал региональные особенности календарной обрядности русских, комплексы локальных групп марийцев, белорусов, татар, башкир, коми-пермяков, удмуртов, цыган, чувашей Пермского края. В работах учёного охарактеризованы праздники и обрядовый фольклор, традиционные промыслы и костюм народов Прикамья.
В составе фольклорных и этнографических экспедиций Пермcкого краеведческого музея, ПГУ, «Песельной артели», Екатеринбургского областного дома фольклора занимался собирательской работой в Куединском, Чернушинском, Октябрьском, Чайковском, Еловском, Бардымском, Ординском, Суксунском, Кишертском, Кочёвском, Красновишерском районах. Принимал участие в работе многих региональных, республиканских, международных научных конференций, семинаров и симпозиумов.
Член редколлегии журнала «Традиционная культура» и совета Библиотеки Польско-Сибирской (BPS). Автор около 340 научных публикаций, из них 10 авторских и 17 коллективных монографий, 6 словарей диалектной лексики.

## Основные работы
Книги
- Буйские удмурты. — Пермь, 1996;
- Краеведение. Куединский район. — Куеда, 1998;
- «Суженый-ряженый, приди ко мне снаряженный»: рецепты народных гаданий. — Пермь, 1998 (в соавт. с И. А. Подюковым);
- Традиционный календарь народов Прикамья в конце XIX — начале XX вв.: по материалам южных районов Пермской области. — Пермь: Изд-во ПГУ, 2002;
- Куединские праздники: календарная обрядность русских Куединского района Пермской области в кон. XIX — первой пол. XX вв. Материалы и исследования. — Пермь, 2003;
- Пермские цыгане: очерки этнографии цыганского табора (2003);
- Юрлинский край: традиционная культура русских конца XIX—XX вв. Материалы и исследования. — Кудымкар, 2003 (в соавт. с А. А. Бахматовым, И. А. Подюковым и С. В. Хоробрых);
- Русские народные сказки Прикамья (2003);
- Тулвинские татары и башкиры: этнографические очерки и тексты. — Пермь: Пермское книжное издательство, 2004;
- Русский народный календарь в Прикамье
  - Русский народный календарь в Прикамье: праздники и обряды кон. ХІХ — первой пол. XX в. Ч. 1. Весна, лето, осень. — Пермь, 2006;
  - Русский народный календарь в Прикамье: праздники и обряды кон. ХІХ — первой пол. XX в. Ч. 2. Зима. — Пермь: Пушка, 2008;
  - Русский народный календарь в Прикамье: праздники и обряды кон. ХІХ — первой пол. XX в. Ч. 3. Словарь хрононимов. — Пермь, 2010;
  - Русский народный календарь в Прикамье. Праздники и обряды конца XIX — середины XX в. Ч. IV. Местные праздники. — СПб.: Маматов, 2014. — 272 с. — ISBN 978-5-91076-112-8.;
- Словарь русских говоров Коми-Пермяцкого округа. — Пермь, 2006 (в соавт. с Н. И. Копытовым и И. А. Подюковым);
- «В каждой деревне че-то да разно». — Пермь, 2007 (в соавт. с И. А. Подюковым, С. М. Поздеевой и С. В. Хоробрых);
- Народы Пермского края: история и этнография. — Пермь: Пушка, 2007 (2-е изд. 2011; 3-е изд. 2014);
- Немецкие хутора Прикамья: история и традиционная культура (ХХ — нач. ХХI в.) — СПб.: Маматов, 2008. — 224 с. (в соавт. с Д. И. Вайманом)
- Русские в Коми-пермяцком округе: обрядность и фольклор. Материалы и исследования. — Пермь, 2008 (в соавт. с А. А. Бахматовым, Т. Г. Голевой, И. А. Подюковым и С. В. Хоробрых);
- Барда. Путеводитель. — СПб.: Маматов, 2009 (в соавт. с Д. И. Вайманом);
- Бардымский район: от прошлого к настоящему. — СПб.: Маматов, 2009;
- Поляки в Пермском крае: очерки истории и этнографии. СПб.: Маматов, 2009 (редактор).
- Словарь русских говоров Южного Прикамья. Вып. 1-3. Пермь, 2010—2012 (в соавт. с Н. И. Копытовым, И. А. Подюковым и Е. Н. Сваловой);
- Чернушка: путеводитель. — СПб.: Маматов, 2010. — ISBN 978-5-91076-050-3 (в соавт. с Д. И. Вайманом и И. В. Каменской);
- Эстонцы в Пермском крае: очерки истории и этнографии. — СПб., 2010 (в соавт. с Т. Г. Голевой и С. А. Шевыриным);
- Куеда. Путеводитель. — СПб.: Маматов, 2011 (в соавт. с И. В. Каменских и Ф. Х. Мокеровой);
- Чайковский. Путеводитель. — СПб.: Маматов, 2011 (совм. с О. Г. Боталовой, Е. А. Имайкиной, Т. И. Логиновой, Р. М. Романовой и С. Д. Шамшуриным);
- Русские народные загадки Пермского края: сборник фольклорных текстов и комментариев. — СПб.: Маматов, 2012 (в соавт. с И. А. Подюковым);
- Антология традиционного фольклора народов Прикамья. — Пермь: КАМВА, 2013;
- Белорусы в Пермском крае: очерки истории и этнографии. — СПб.: Маматов, 2013 (в соавт. с Т. Г. Голевой, М. С. Каменских и С. А. Шевыриным);
- Марийцы Пермского края: очерки истории и этнографии (2013);
- Рыболовный словарь Прикамья. — СПб.: Маматов, 2013 (в соавт. с А. М. Белавиным, В. В. Жуком, И. А. Подюковым и С. В. Хоробрых);
- Традиционная кукла народов Пермского края. — СПб.: Маматов, 2013;
- Чуваши в Пермском крае: очерки истории и этнографии. — СПб., 2014 (в соавт. с М. С. Каменских);
- Немцы Перми: история и культура. — СПб.: Маматов, 2015 (в соавт. с Д. И. Вайманом);
- Русские Перми: история и культура. СПб., 2015 (в соавт. с М. С. Каменских и И. А. Подюковым);
- Татары Перми: история и культура. — СПб.: Маматов, 2015;
- Осетины Перми: история и культура. — СПб.: Маматов, 2018 (в соавт. с М. С. Каменских);
- Традиционный костюм народов Пермского края. Русские. Тематический словарь лексики одежды. — СПб.: Маматов, 2019 (в соавт. с Ю. В. Зверевой и И. И. Русиновой);
- Этнодиалектный словарь мифологических рассказов Пермского края. Ч. 1. Люди со сверхъестественными свойствами. — СПб.: Маматов, 2019 (совм. с С. Ю. Королёвой, И. И. Русиновой, К. Ю. Шумовым);
- Напитки в культуре народов Урало-Поволжья. — Ижевск: Удмуртский институт истории, языка и литературы УдмФИЦ УрО РАН, 2019 (в соавт. с Т. Г. Голевой, Е. В. Поповой)

Статьи
- Особенности формирования этнической группы тулвинских татар и башкир // Национальная культура и языки народов Прикамья: Возрождение и развитие. Ч. 1. — Пермь, 1997;
- Этнические особенности русских башкирского пограничья // Пермский край: прошлое и настоящее. — Пермь, 1997;
- Традиционный народный костюм куединских удмуртов // Народное творчество. 1997. № 2;
- Концепция включения в школьное образование предметов, основанных на народных традициях. Праздники народного календаря в школе. Программа факультативного курса «Этнография Прикамья» // Обновление содержания образования на основе региональных этнических традиций. — Пермь, 1997;
- Проводы в солдаты в Пермском Прикамье в конце ХІХ — XX вв. // Этнокультурное наследие Вятско-Камского региона. — Киров, 1998 (в соавт. с М. Е. Сухановой);
- Этнический состав населения и особенности расселения в южном Прикамье в ХVI — первой четверти XX вв. // Этнические проблемы регионов России: Пермская область. — М., 1998;
- Состав и особенности распределения престольных праздников у русских Прикамья // Традиционная культура. 2012. № 1;
- Миграционные процессы в среде мусульман как фактор формирования конфессиональной картины региона (на примере Урало-Поволжья) // Антиномии: Научный ежегодник Института философии и права УрО РАН). Вып. 12. — Екатеринбург: УрО РАН, 2012 (в соавт. с. С. В. Рязановой);
- Этнодисперсные группы народов Пермского края. Белорусы: миграционные и этнические процессы // Вестник Пермского федерального исследовательского центра. 2014 (в соавт. с М. С. Каменских);
- Этнографическое изучение Пермского Прикамья в начале ХХI в.: экспедиционные, исследовательские и издательские проекты // Вестник Пермского научного центра. 2015;
- Русские «острова» в русском окружении: модели локальных традиций пермского Прикамья // Этнографическое обозрение. 2015. № 2;
- Хрононимы в календарных традициях немцев Урала // Вестник Пермского университета. Российская и зарубежная филология. 2015. № 3 (31). (в соавт. с Д. И. Вайманом);
- Региональный опыт реализации государственной национальной политики: Пермский край // Вестник Российской нации. 2016. № 3 (48) (в соавт. с М. С. Каменских);
- Этническое многообразие и гражданское единство: региональный аспект // Вопросы культурологии. 2016. № 7;
- «Народы Перми: история и культура»: исследовательский и издательский проект // Вестник Пермского научного центра УрО РАН. 2018. № 1 (в соавт. с М. С. Каменских);
- «Талисманы удачи» в традиционной культуре цыган-кэлдэраров // Традиционная культура. 2018. Т. 19. № 1 (69) (в соавт. с К. А. Кожановым);
- Цыгане-кэлдэрары в России во второй половине ХIХ — начале XX века // Вестник Пермского университета. Серия: История. 2018. № 1 (40);
- Русские Поволжья и Приуралья: этнокультурные особенности и перспективы изучения // Традиционная культура. 2019. № 5. С.13-22 DOI 10.26158/ТК.2019.20.5.2.001
- Старообрядческие согласия в народной терминологии русского населения Пермского края // Вопросы ономастики. 2019. Т. 16. № 2. С. 85-110 DOI 10.15826/vopr_onom.2019.16.2.016
- История болгар Прикамья 1920—1930-х гг. по материалам архивно-следственных дел // Вестник Пермского федерального исследовательского центра. 2020